# José Roberto Figueroa Martínez
José Roberto Figueroa Martínez (Montevideo, Uruguay, 14 de abril de 1918 - Montevideo, Uruguay, 3 de julio de 1989), fue un magistrado uruguayo, quien se desempeñó como Procurador del Estado en lo Contencioso Administrativo entre 1969 y 1979 y posteriormente como miembro del Tribunal de lo Contencioso Administrativo entre 1985 y 1988.

## Primeros años
Nació en Montevideo el 14 de abril de 1918,hijo de José Pedro Figueroa y de Herminia Martínez.
Desde 1941 se desempeñó como auxiliar administrativo en el Poder Judicial, en el Juzgado Letrado en lo Civil de Primer Turno.
Posteriormente, tras culminar sus estudios en la Facultad de Derecho de la Universidad de la República y obtener el título de abogado, cumplió funciones como Actuario Adjunto en el mismo juzgado.

## Fiscal Letrado en el interior
En junio de 1951 ingresó al Ministerio Público al ser nombrado Fiscal Letrado Departamental de Colonia.
En 1953 fue trasladado a la Fiscalía Letrada Departamental de Canelones.

## Fiscal Letrado en la capital
En febrero de 1962 ascendió a cumplir funciones en Montevideo al ser designado Fiscal de Hacienda de Primer Turno.

## Procurador del Estado en lo Contencioso Administrativo
El 18 de junio de 1969 fue nombrado Procurador del Estado en lo Contencioso Administrativo, cargo vacante por el retiro de Atilio Renzi Segura.Fue el tercer magistrado en ocupar dicha procuraduría desde su creación en 1952.
Permaneció en dicho puesto hasta junio de 1979, cuando cesó al cumplir el plazo máximo de diez años de permanencia en el mismo. 
Fue sucedido en el cargo interinamente por Juan Carlos Gambarotta, y pocos meses después como titular por Federico Capurro Calamet.

## Tribunal de lo Contencioso Administrativo
Una vez finalizada la dictadura cívico militar instaurada en 1973 y restaurada la democracia, en mayo de 1985 la nueva Asamblea General democráticamente electa declaró vacantes la totalidad de los cargos de la Suprema Corte de Justicia y del Tribunal de lo Contencioso Administrativo, por entender que los integrantes que permanecían en ella (en el caso del TCA, Carlos Maestro Toletti, Francisco D'Angelo, Orlando Olmedo, Héctor Clavijo y José Julio Folle) carecían de investidura legítima por haber sido designados durante el período dictatorial, y entendió que el plazo de 90 días con que contaba para llenar dichas vacantes corría a partir de la instalación del Parlamento.Los integrantes del TCA acataron la decisión y presentaron su renuncia.
Al borde de finalizar el plazo constitucional, el 15 de mayo de 1985, la Asamblea General eligió como nuevos integrantes del Tribunal a Figueroa, Luis Alberto Galagorri, Luis Torello, Manuel Díaz Romeu y Folle, siendo este el único reelecto y que continuó en su cargo de los actuantes en el período anterior.Todos prestaron juramento el mismo día. 
Figueroa y Carlos Durán Rubio son los dos únicos magistrados en haber sido designados para integrar el TCA sin haber ocupado ningún cargo como jueces en el Poder Judicial (aunque Figueroa sí lo hizo como funcionario y actuario) sino habiendo realizado su carrera como magistrados en el Ministerio Público. 
Asimismo, Figueroa fue la única persona en toda la historia que, al momento de ser nombrado como ministro de dicho tribunal, ya no ocupaba cargo alguno en la magistratura, de la que llevaba casi seis años retirado.
Es también, el único magistrado en haber ocupado tanto el cargo de Procurador del Estado en lo Contencioso Administrativo como el de integrante del TCA.
Por último, y con 67 años cumplidos, fue la persona de mayor edad al ingresar a dicho tribunal hasta ese momento, aunque posteriormente dicho récord fue superado por otros magistrados.

## Retiro y fallecimiento
Permaneció en el tribunal durante casi tres años, cesando en su cargo en abril de 1988 al cumplir los 70 años, edad establecida como límite para integrar el Tribunal de lo Contencioso Administrativo según el artículo 308 de la Constitución, que se remite en cuanto a las condiciones para ocupar dicho cargo a las previstas para los miembros de la Suprema Corte de Justicia.
La vacante generada por su retiro fue cubierta meses después con el ingreso de Amelia Pereira de Balestrino.
José Roberto Figueroa falleció en Montevideo apenas un año después de su retiro, el 3 de julio de 1989, a los 71 años de edad.
La Cámara de Senadores le rindió homenaje un mes después de su fallecimiento.